# Europese kampioenschappen atletiek 1950 – marathon
Het Europees kampioenschap marathon van 1950 vond plaats op 23 augustus 1950 in Brussel.
Marathonwedstrijden voor vrouwen bestonden er in die tijd nog niet.

## Uitslagen
| rang   | deelnemer          | land | tijd           |
| ------ | ------------------ | ---- | -------------- |
| Goud   | Jack Holden        | GBR  | 2:32.13,2      |
| Zilver | Veikko Karvonen    | FIN  | 2:32.45,0      |
| Brons  | Feodosiy Vanin     | URS  | 2:33.47,0      |
| 4      | Gösta Leandersson  | SWE  | 2:34.26,0      |
| 5      | Vasiliy Gordiyenko | URS  | 2:34.37,0      |
| 6      | Charles Cérou      | FRA  | 2:36.09,0      |
| 7      | Jean Leblond       | BEL  | 2:36.55,0      |
| 8      | Etienne Gailly     | BEL  | 2:38.24,0      |
| 9      | John Systad        | NOR  | 2:39.50        |
| 10     | Gustaf Östling     | SWE  | 2:41.18        |
| 11     | Edward Denison     | GBR  | 2:44.31        |
| 12     | Vilho Partanen     | FIN  | 2:45.26        |
| 13     | Miroslav Glogonjac | YUG  | 2:55.41        |
| 14     | Luka Bosanac       | YUG  | 2:59.05        |
| 15     | Alfons Zwicker     | SUI  | 3:01.04        |
| 16     | Ad Moons           | NED  | 3:01.50        |
| 17     | Athanasios Ragazos | GRE  | 3:01.52        |
| 18     | Behzat Akdeniz     | TUR  | onbekende tijd |
| 19     | Gottfried Knecht   | SUI  | onbekende tijd |
|        | René Josset        | FRA  | DNF            |
|        | Joop Overdyk       | NED  | DNF            |
|        | Ludwig Jahn        | AUT  | DNF            |

Turijn 1934 ·
Parijs 1938 ·
Oslo 1946 ·
Brussel 1950 ·
Bern 1954 ·
Stockholm 1958 ·
Belgrado 1962 ·
Boedapest 1966 ·
Athene 1969 ·
Helsinki 1971 ·
Rome 1974 ·
Praag 1978 ·
Athene 1982 ·
Stuttgart 1986 ·
Split 1990 ·
Helsinki 1994 ·
Boedapest 1998 ·
München 2002 ·
Göteborg 2006 ·
Barcelona 2010 ·
Zürich 2014 ·
Berlijn 2018 ·
München 2022 ·